# Shawnee
Shawnee (Shawano, Shawnese). Pleme ameriških Indijancev iz jezikovne družine Algonquian, katerega najzgodnejši znani dom (Swanton) je bila dolina reke Cumberland, morda še prej dolina Ohia, od koder so bili pregnani v dolino Cumberlanda, kasneje pa so se selili skozi številne države, v katerih so se zadrževali dlje ali krajše čase: Tennessee, Alabama, Georgia, Illinois, Indiana, Kansas, Kentucky, Maryland, District of Columbia, Missouri, Ohio, Oklahoma, Pennsylvania, Južna Karolina, Teksas, Virginia). Skozi svojo zgodovino so se Shawnee delili na pet glavnih skupin Chillicothe, Hathawekela, Kispoko (Kispokotha), Mequachake in Piqua, ki so se po vojnah, ki sta jih vodila Tecumseh in Tenskwatawa v zgodnjem 19. stoletju, združile v tri različne skupine, znane kot Absentee Shawnee, Cherokee Shawnee in Eastern Shawnee, danes naseljene v Oklahomi.

## Ime
Ime Shawnee (izg. šoni) izvira iz algonkvinskega "shawun" (shawunogi), kar pomeni "južnjaki." Shawnee so znani tudi pod podobnimi imeni, ki izvirajo iz istega korena. Zgodnji Francozi so jih imenovali Chaouanons, pri Seneca so jih imenovali Chiouanon, prav tako Oshawanoag pri Ottawa Indijancih, Ontwagana (Iroquois "tisti, ki jeclja" ali "tisti, čigar govor je nerazumljiv,") in pri Indijancih Cherokee Ani-Sawanugi. Drugi nazivi so Shawala (Teton), Touguenha (Irokezi); Cumberland Indijanci, priljubljeno ime po lokaciji. Reka Savannah je dobila ime po njih, to (Savannah ali Savannuca) je bilo še eno ime zanje, ki so ga uporabljali kolonisti iz Južne Karoline.

## Jezik
Jezik Shawnee pripada družini Algonquian, njegovi najbližji sorodniki pa so jeziki Indijancev iz območja Velikih jezer in sicer: Fox, Sauk ali Sac, Mascouten in Kickapoo.

## Lokalne skupine
Pet glavnih skupin Shawnee plemena je bilo:
- Chillicothe (Calaka, Chalaakaatha, Chalahgawtha),

- Hathawekela (Oawikila, Thaawikila, Thawegila),

- Kispoko (Kiscopocoke, Kispokotha, Spitotha),

- Mequachake (Maykujay, Mekoce, Mekoche),

- Piqua (Pekowi, Pequa).

## Zgodovina
Shawnee so Delavarce imeli za svoje 'dedke' in tiste, od katerih so izvirala vsa algonkvinska plemena. Ustno izročilo Shawneejev nas uči, da so skupaj z plemenom Kickapoo tvorili en narod in v prid njihovemu učenju govori dejstvo, da sta si jezika Shawneejev in Kickapoo zelo blizu. Njihova pradomovina naj bi bil severovzhodni Ohio, kjer so prebivali že pred stikom z Evropejci. Nekje do 17. stoletja so še živeli v Ohiu, vendar so jih takrat Irokezi pregnali in razkropili po širokem območju. To ločitev od njihovih sorodnikov plemenaKickapoo, je moralo vplivati na to, da so jih poimenovali Shawunogi ali 'južnjaki'. Nekateri Shawneeji so se naselili v današnjem Illinoisu, drugi v dolini Cumberlanda, medtem ko je ena njihova skupina odšla povsem na jugovzhod, kjer je reka Savannah dobila ime po njih. 
Skozi 18. stoletje so bili Shawneeji nenehno v vojnah z različnimi plemeni in njihovih pet skupin je nenehno spreminjalo lokacijo svojega bivališča. Deli Shawneejev so se zbirali v Ohiu, kjer so tvorili glavno prepreko nadaljnjemu napredovanju ameriških naseljencev. Do glavnega spopada z Američani je prišlo po tem, ko je Michikinikwa (Mala Želva ali Little turtle), poglavar plemena Miami, leta 1795 podpisal Greenvillski sporazum, ki je sledil porazu, ki so ga konfederirana plemena pod vodstvom poglavarjev Weyapiersenwah (Modra Jakna ali Blue Jacket) iz plemena Shawnee in Michikinikwa iz plemena Miami doživela 20. avgusta 1794 v bitki pri Fallen Timbers. S sporazumom se je zemlja odprla za naseljevanje belcev. 
Istega leta 1795 so Indijanci Hathawekela zapustili deželo Indijancev Creek v Alabami in odšli na špansko ozemlje v Louisiani. Pet let kasneje so bili že s svojimi sorodniki Kispokotha in Piqua v Missouriju. Samo Chillicothe in Mequachake so bili leta 1800 v Ohiu. Indijanci so bili nemirni. Tecumseh, poglavar Shawneejev, je leta 1801 postavil svoj tabor na območju Fort Greenvillea. Njegov mlajši brat Lalawethika (On dela glasen hrup), človek nevešč orožja, torej tudi lova in vojne, je bil popolno nasprotje Tecumsehu in povzročil bo odločilen poraz, ki so ga Shawneeji doživeli od belcev. Lalawethika, ki je nesrečno izgubil desno oko, domnevno med lovom, bo leta 1805 'prerokoval' (podatek je verjetno slišal od belcev) sončni mrk. Ker se je mrk tudi zgodil in se je prerokova vizija na ta način uresničila, si je Lalawethika pridobil velik ugled med Indijanci. Istočasno je njegov brat Tecumseh zbiral Indijance in iskal zaveznike proti belcem na ameriškem Jugovzhodu. Tri leta kasneje (1808) je imel Tecumseh 3.000 bojevnikov iz različnih plemen.
Tecumseh se je leta 1811 odpravil na jug, da bi pridobil za zaveznike sovražna plemena z Jugovzhoda, plemena Chickasaw, Choctaw, Creek in Cherokee in bratu pustil navodilo, naj ne prihaja v spopade z Američani. Prerok, zdaj imenovan Tenskwatawa, je ignoriral njegovo navodilo. Medtem ko je bil Tecumseh na poti, se je v Prerokovem mestu na reki Tippecanoe zbralo na tisoče indijanskih bojevnikov. Tecumseh jim je do svojega povratka za poveljnika pustil Tenskwatawo. Ta ni bil le prevarant, ampak tudi pijanec. Nekega jutra, po celonočnem pijančevanju in divjem bojevniškem plesu, je na tisoče Indijancev neorganizirano napadlo tabor generala William Henry Harrisona, ki ga je zaskrbelo tako veliko zbiranje indijanskih sil. Indijanci so prodrli do središča tabora in v boju prsa v prsa je umrlo veliko vojakov in Indijancev. Ko so se vojaki malo zbrali, so neorganizirane Indijance pregnali v beg in jim tabor zravnali z zemljo. Tecumseh se je vrnil ravno na pogorišče svojega tabora. Njegove sanje o veliki zvezi so propadle. 
Nekaj sto preživelih bojevnikov se je pridružilo Angležem, ki so jim obljubili pomoč in orožje. Tudi Tecumseh se je pridružil Angležem in se boril proti Američanom leta 1812 in 1813, vse do smrti v eni od bitk leta 1813. Po vojnah in smrti Tecumseha so se Shawnee razdelili na tri glavne skupine. Hathawekela, Kispokotha in Piqua so leta 1845 odšli iz Kansasa v Oklahomo ob reki Canadian in postali znani kot Absentee Shawnee. Banda, ki je leta 1867 živela s Senecami v Kansasu, je prav tako odšla v Oklahomo in bo znana kot Eastern Shawnee. Ena skupina, vključena s Čeroki, je znana kot Cherokee Shawnee ali 'Loyal Shawnee', ki je dobila ime lojalni zaradi svoje zvestobe med državljansko vojno. Vse skupine Shawneejev danes živijo v Oklahomi. Danes se govori tudi o 4. plemenu Shawnee Nation Remnant Band, potomcih Shawneejev iz Ohia, ki niso federalno priznani in jih ne sprejemajo tri ostale skupine Shawneejev. Shawnee Nation Remnant Band je leta 1980 uradno priznala samo država Ohio. Vseh Shawnee Indijancev je danes okoli 14.000. Njihovi potomci so morda tudi med Mexican Kickapoo Indijanci v mehiki.

## Etnografija
Letni življenjski cikel Shawneejev (duhovni in posvetni) je razdeljen na dve sezoni: poletno, med katero rastejo 'tri sestre' – koruza, fižol in buče in zimsko, čas, ko se Indijanci ukvarjajo z lovom in postavljanjem pasti za živali. Znotraj teh dveh letnih sezon se častijo tudi duhovi 4 vetrov. Kultura Shawneejev je kombinacija vzhodno-gozdnih in prerijskih značilnosti. Poleti živijo v s skorjo pokritih hišah, združenih v velika naselja, kjer se ženske ukvarjajo z gojenjem koruze in drugih sestrskih kultur, medtem ko moški v tem času odhajajo na lov. Pozimi, ko vlada Pepoonki, ki prebiva na severu, se Indijanci razpršijo v majhne družinske skupine in si postavijo lovske tabore. Vsaka vas ima veliko hišo sveta, ki služi tudi za verske obrede, kot je ritualno očiščenje bojevnikov. Socialna organizacija vključuje patrilinearni klan in sistem sorodstva tipa 'omaha'.
Organizacija
Shawnee so patrilinearni, vendar so bili prvotno, kot ugotavlja Morgan, matrilinearni, cilj spremembe pa je bil omogočiti sinu, da podeduje očetovo premoženje. Organizacija Shawneejev je enaka kot pri jezerskih plemenih, Sac, Fox Indijanci in Miami Indijanci. V 19. stoletju je obstajalo 13 klanov, to so bili:
- 1. M’wa-wä (Volk; Wolf).

- 2. Ma-gwä' (Ponirek; Loon).

- 3. M’-kwä' (Medved; Bear).

- 4. We-wä'-see (Kanja; Buzzard).

- 5. M’-se'-pa-se (Panter; Panther).

- 6. M’-ath-wa' (Sova; Owl).

- 7. Pa-la-wä' (Puran; Turkey).

- 8. Psake-the (Jelen; Deer).

- 9. Sha-pä-tǎ' (Rakun; Raccoon).

- 10. Na-ma-thä' (Želva; Turtle).

- 11. Ma-na-to' (Kača; Snake).

- 12. Pe-sa-wä' (Konj; Horse).

- 13. Pä-täke-e-no-the' (Zajec; Rabbit).

Shawneeji 19. stoletja, ugotavlja Morgan, imajo glavnega in pomožnega poglavarja ter svet, ki se enkrat letno izvoli z splošnim glasovanjem.
V sedanjem obdobju so Shawnee organizirani v 6 socialnih skupin, podobnih bratovščinam ali fratrijam s totemskimi imeni.
1. Fratrija ptic (Turkey, Chicken, Hawk, Eagle - leteča bitja);
2. Fratrija želv (Turtle, Fish, Snake - vodna bitja, kot so dvoživke in plazilci);
3. Fratrija zaobljenih šap (Panther, Wolf, Fox -- mesojedci);
4. Fratrija kopitarjev (Deer, Horse, Elk, Buffalo - rastlinojedci);
5. Fratrija praskajočih šap (Raccoon, Bear, Beaver -- različni nemesojedci);
6. Fratrija zajcev -- (nežne živali, kot sta veverica in ameriška progasta veverica-chipmunk).
Plesi
Najpomembnejše slovesnosti Shawneejev so Spring Bread Dance ali Tak'wanekaawe, ki ga izvajajo Absentee in Cherokee Shawnee v Oklahomi; Waapikonekaawe ali Pumpkin Dance; Hileniwokaawe ali War Dance (Absentee Shawnee); Nipenakaawa ali Green Corn Feast (pri Morganu New Corn Dance); Path'kakawakawa (pri Morganu False Face Dance, tega plešejo samo Cherokee Shawnee); Tak'wanekaawe ali Fall Bread Dance.
Shawnee imajo tudi vrsto plesov za zabavo, ki jih izvajajo, to so: M?thoothekaawe (Buffalo Dance /ali/ Cow Dance); M?kwekaawe (Bear Dance); Peleewekaawe (pri Morganu Turkey Dance); M?sheeweewekaawe (Konjski ples); Namethekaawe (Ribji ples); M?shishkiwekaawe (Ples listov); Pakalwethiwekaawe (Mravlji ples); Tamiinekaawe (Koruzni ples); Ikwewikaawe (Ženski ples); Pawitheekaawe (Golobji ples); Kwikalasothiwekaawe (Ples prepelic); Manetowekaawe (Kačji ples); Kakilewiikaawe (Želvji ples:); Skotchithekaawe (Ples fižola); Katowawekaawe (Čerokeški ples; plešejo ga samo ženske in menda ni bil prevzet od plemena Čeroki); M?shkye?teelowekaawe (Aligatorski ples); Miyaalameekwekaawe (Somov ples); Ta?achikoonekaawe (Ples ribe garfish); Nakalkamowikaawe (Ples stremena); Naatholetiwekaawe (Ples "Go-After-By-Canoe"); Nanomekaawe (Ples tresenja); Kokewe (Ples "Answering-Each-Other"); Thepatiwekaawe (Ples rakuna); Mchimiawewekaawe (Ples sove uharice); Winashiiwekaawe (Ples jastreba); Nikanikaawe (Ples stompanja); Hashashiwekaawe (Ples Osage); Ka?peechwekwaawe (Ples Quapaw); Naatoweewekaawe (Ples Seneca); Waapethiwekaawe (Labodji ples); Pshishiipekaawe (Račji ples); Shi?shikwan?hekaawe (Ples buče); Shaawanoowekaawe (Ples Shawnee); Wanethowekaawe (Pijani ples).